# 硫磺島 (遊戲)
《硫磺岛》是Personal Software Services开发，并于1986年在Commodore 64和ZX Spectrum上发行的回合制策略游戏。游戏是“策略战争游戏”系列的第二款作品。游戏背景为二战太平洋战场的硫磺岛战役，美军攻破日军坚守的硫磺岛。
玩家在这款回合制战略游戏中，要操作单位攻取日军驻守的海岛。玩家的单位要从陆地、空中或海上，消灭全部日军。游戏发行后所获评价不一。评论称游戏物有所值，难度适合新手，但许多声音批评游戏的图形和机制。

## 玩法

遊戲截圖。紅色的標記為日軍，黑色的標記為美軍。

《硫磺岛》是一款回合制战略游戏，以二战太平洋战场的硫磺岛战役为背景。玩家在游戏中指挥美国海军陆战队，攻占大日本帝国陆军驻守的硫磺岛。游戏为菜单制系统，玩家只有移动、攻击、登陆、下回合四个选项。玩家按所选难度有32到36回合的限制，只有在限制回合内全灭岛内日军才能取胜。敌军可在阵地筑堡垒、空袭美国海军舰队，或在将被消灭时发动自杀式攻击。玩家也可在天气允许时空袭敌军。
玩家起先要部署一批美国部队，从岛上六个海滩之一抢滩登陆。不过大多海滩都埋有地雷，且不利于初期冲锋。玩家之后可以请求空袭或其他火力，但限当美军遭到攻击，或敌军退到无法进入之处才能使用。玩家可以随时请求舰队增援部队。此外日军空袭可以击沉美国战舰，不过玩家有机会将它们击落。此外每隔随机时间，会有日本潜艇击沉美国炮艇，且玩家无法破坏他们。游戏没有存档功能。

## 背景
Personal Software Services由加里·梅斯（Gary Mays）和理查德·科凯恩（Richard Cockayne）建立于1981年，坐落于英格兰考文垂。公司主要制作历史战争题材游戏，如《戏剧欧洲》、《俾斯麦》和《福克蘭'82》。公司和法国游戏开发商ERE Informatique是合作伙伴，并将他们的游戏在英国本地化发行。科凯恩在1986年时，认为ZX Spectrum等8位元主机无力处理大型策略游戏，故决定将公司产品转向16位主机。电子游戏记者菲利帕·欧文将这一决定误解为“退出”Spectrum市场。在1980年代中期的全盛之后，Personal Software Services遭遇财政困难，科凯恩再后来的回顾采访中坦言，“他没有把重点放在这件事上”。公司在1987年2月被Mirrorsoft收购，后因债务负担而被该公司抛弃。

## 评价
游戏发行后获得媒体的不一评价。《Your Sinclair》的格温·休斯（Gwyn Hughes）与《ZX Computing》的评论者都表示，游戏物有所值、是很好的战争游戏“入门”作品；但休斯称《硫磺岛》在战术建立中不可能有“重大挑战”，《ZX Computing》的评论者称游戏“太简单了”。《Crash》的肖恩·马斯特森（Sean Masterson）对画面中“糟糕的单位标记和地形特征表示失望”。《Sinclair User》的加里·鲁克（Gary Rook）称游戏总体“合格”但“没法让人兴奋”。
《电脑与电子游戏》批评游戏无法存档、忽视历史真实感，“机制糟糕”。但杂志称游戏在历史真实性上，胜过改编自福克兰战争的《福克蘭'82》。《Computer Gamer》的马克·里德（Mark Reed）称游戏对新玩家“很理想”且操作简单，不过此类游戏的老玩家会想玩“更复杂的东西”。马斯特森也认为游戏不适合有经验的玩家，称游戏对他们的吸引力“极为有限”。